# August Herborth
August Herborth (* 15. Februar 1878 in Paderborn; † 11. Juli 1968 in Oberkirch) war ein brasilianisch-deutscher Keramiker, Zeichner und Kunstanalytiker.

## Leben
August Herborth wurde als Sohn des späteren Tonwarenherstellers Karl August Hermann Herborth und der Amalie Konradine Herborth, geb. Hollmann, geboren. Nach seinem zweijährigen Studium an der Kunstgewerbeschule in Karlsruhe gründete er 1904 an der „Ofen- und Tonwarenfabrik Carl Roth“ in Oos bei Baden-Baden eine kunstkeramische Abteilung. 1906 übernahm er neben der Leitung der keramischen Klasse an der Städtischen Kunstgewerbeschule Straßburg auch die der kunstkeramischen Abteilung der „Ersten Deutschen Blumentopfwerke Sufflenheim i. Els.“. Nach seinem auf eigenen Wunsch hin 1920 erfolgten Ausscheiden von der inzwischen in Frankreich liegenden Kunstgewerbeschule ging er ein Jahr später nach Brasilien. Er folgte einem Ruf zum Aufbau der dortigen Porzellanindustrie. Bei Rio de Janeiro gründete er 1922 die keramische Fabrik „Manufactura Nacional de Porcelana“, ab 1924 baute er die Fabrik „Companhia de Porcelana Brasileira“ in Santa Luzia de Carangola im Bundesstaat Minas Gerais aus. Für seine Verdienste um die Keramikindustrie Brasiliens erhielt Herborth die Staatsbürgerschaft dieses Landes. Er kehrte 1927 nach Strasbourg zurück. Als Witwer zog er 1955 nach Oberkirch.

## Werk

### Keramik
Ab 1904 arbeitete Herborth als künstlerisch versierter Entwerfer von Erzeugnissen aus Ton (Irdengut, Steinzeug) und Porzellan für eine größere Zahl von Herstellern: Ofen- und Tonwarenfabrik Carl Roth, Oos; Thomas und Ens, Marktredwitz; Thomas, Marktredwitz; Ens, Volkstedt/Thüringen; Keramisch-Technisches Bureau H. Hoffmann, Straßburg/Elsass; Erste Deutsche Blumentopfwerke Sufflenheim i. Els.; Porzellan- und Fayencefabrik Springer, Elbogen/Böhmen; Elchinger et Cie, Sufflenheim/Elsass. Sein Programm umfasste nahezu alle kunstkeramischen Gebiete: Ziergefäße, Kleinplastiken, Kachelöfen, Brunnen, Kamine, Wandbilder, häufig mit Kunstglasuren (Lüster-, Kristall-, Laufglasur) versehen. Daneben entstanden in den Räumen der Straßburger Kunstgewerbeschule eigenhändige Unikate in verschiedensten Techniken, ab ca. 1914 verstärkt auch Plastiken. Auf der Weltausstellung in Brüssel 1910 erhielt Herborth für seine dort ausgestellten Keramiken eine Goldene Medaille.
In seiner von ihm in Brasilien bei Rio de Janeiro 1922 gegründeten Porzellanfabrik "Manufactura Nacional de Porcelana" kam es zur probeweisen Ausführung von Vasen und Kleinplastiken aus Porzellan, Steinzeug und Steingut. Die Porzellanfabrik, die Herborth im Auftrag der Companhia de Porcelana Brasileira in Santa Luzia de Carangola (Bundesstaat Minas Gerais) 1924 ausbaute, produzierte ebenfalls künstlerische Probestücke wie Menschen- und Tierfiguren aus Porzellan und Steinzeug. Für die Vasen und Wandteller entwarf Herborth Dekore auf der Basis der Kunst brasilianischer Guaraní-Indianer.
1927/28 kam es unter dem Einfluss von Ornamenten brasilianischer Guaraní-Indianer zur Ausführung von Entwürfen (Geschirr, Vasen, Tierplastiken, Fliesen) aus Porzellan, Steinzeug, Steingut und Fayence durch die Württembergische Porzellanmanufaktur in Schorndorf, Carl Ens in Volkstedt/Thüringen, Lorenz Hutschenreuther in Selb, Aelteste Volkstedter Porzellanfabrik in Volkstedt, Tonindustrie Klingenberg Albertwerke in Klingenberg am Main, Vereinigte Werkstätten für Mosaiken Puhl & Wagner, Gottfried Heinersdorff in Berlin, Steingutfabrik Velten-Vordamm in Velten, Georg Schmider in Zell am Harmersbach, Keramische Werke Offstein und Worms in Worms und durch Richard Blumenfeld in Velten.

### Entwurf von Ornamenten
Auf der Grundlage der Kunst brasilianischer Guaraní-Indianer entstand 1930/31 eine umfangreiche Sammlung eigener Ornamententwürfe („Estudos Guarany“). 1934 fand Herborths Sammlung von Ornamenten prähistorischer Keramik des Elsass wie auch eigene Entwürfe Eingang in sein Manuskript „L’ornement dans la céramique préhistorique d’Alsace“. 1955–1967 fertigte er sein „Studienwerk formal-farbiger Gestaltung asymmetrischer Ordnung“ mit ornamentalen Zeichnungen auf 1982 Blättern an.

### Kunstanalyse
In seinem umfangreichen „Studienwerk formal-farbiger Gestaltung asymmetrischer Ordnung“ (1955–1967) analysierte Herborth abstrakte Malerei und Zeichnung auf ihr künstlerisches Vokabular (Farbe, Linie, …) hin.

## Nachlass, Museumsbestand und Ausstellungen
Der Nachlass August Herborths befindet sich teilweise in Privatbesitz. Eine Sammlung von ca. 80 Keramiken und das „Studienwerk formal-farbiger Gestaltung asymmetrischer Ordnung“ verwahrt das Musée historique de Haguenau. Dort fand vom 15. September 2018 bis zum 24. Februar 2019 die umfassende Ausstellung August Herborth. Céramiste et artiste sans frontières. Keramiker und Künstler ohne Grenzen statt.